# Нове (Синельниківський район)
Нове́ — село в Україні, у Зайцівській сільській територіальній громаді Синельниківського району Дніпропетровської області. Населення за переписом 2001 року становить 120 осіб. 

## Історія
7 (20) листопада 1917 року, відповідно до Третього Універсалу Української Центральної Ради, увійшло до складу Української Народної Республіки.
До 2017 року орган місцевого самоврядування — Майська сільська рада.
12 червня 2020 року, відповідно до розпорядження Кабінету Міністрів України № 709-р від «Про визначення адміністративних центрів та затвердження територій територіальних громад Дніпропетровської області», увійшло до складу Зайцівської сільської громади.
19 липня 2020 року, в результаті адміністративно-територіальної реформи та ліквідації   Синельниківського (1923—2020) району, село увійшло до складу новоутвореного Синельниківського району.

## Географія
Село Нове розташоване за 2,5 км від села Майське. По селу протікає пересихаючий струмок з загатою.

## Населення

### Мова
Розподіл населення за рідною мовою за даними перепису 2001 року:
| Мова            | Кількість | Відсоток |
| --------------- | --------- | -------- |
| українська      | 98        | 81.67%   |
| російська       | 17        | 14.17%   |
| інші/не вказали | 5         | 4.16%    |
| Усього          | 120       | 100%     |